# Patrick Dunbar (9e comte de March)
Pour les articles homonymes, voir Patrick Dunbar.
Patrick de Dunbar, 9e comte de March,,,,,,, (c. 1285–1369) est un magnat écossais prééminent durant les règnes de Robert Ier d'Écosse et David II.

## Biographie

### Origine
Le comté, situé dans l'East Lothian, est connu de façon interchangeable sous les noms de Dunbar et March. Il s'agissait d'un des fiefs successeurs du royaume anglo-saxon 
de Northumbrie devenu ensuite comté. La famille Dunbar est issue d'une branche des anciens comtes de Northumbrie, qui avait également du sang royal écossais.
Patrick hérite à l'âge de 24 ans des domaines de son père Patrick, le 8e comte, à sa mort en 1309. Ce dernier avait été une des candidats au trône lors de la Crise de succession écossaise de 1290-1292, son ancêtre paternel Patrick, 1er comte de Dumbar avait en effet épousé Ada une fille illégitime du roi Guillaume le Lion de plus son épouse Marjory étant une descendante par son père Alexander Comyn du roi Donald III.

### Partisan des Anglais
Lors de la première guerre d'indépendance de l'Écosse, après la bataille de Bannockburn, Patrick de Dunbar donne refuge au roi d'Angleterre Édouard II dans son château de Dunbar, sur la côte Est de l'Écosse entre Édimbourg et Berwick-upon-Tweed, et réussit à favoriser l'évasion du roi grâce à un bateau de pêche par lequel le souverain est transporté en Angleterre. Le comte fait ensuite la paix avec le roi Robert Bruce, et il est présent au parlement tenu à Ayr le 26 avril 1315, lorsque la succession à la Couronne d'Ecosse a été réglée.

### Le soutien à Robert Bruce
En 1318, il participe à la reprise de Berwick-upon-Tweed aux Anglais. En 1320, il fut l'un des signataires de la déclaration d'Arbroath, qui est envoyée au pape Jean XXII.
En 1331, l'évêque de Durham se plaignit à la Couronne que le village de Upsettlington, du côté écossais de la rivière Tweed et à l'ouest du château de Norham, lui appartenait et non à Dunbar. Le roi d'Angleterre Édouard III s'immisça dans l'affaire et il semble que le village fut rendu à l'évêque.

### La Seconde Guerre d'indépendance écossaise
En 1332, Dunbar est nommé gardien du royaume pour le jeune David II à la suite de la mort de Thomas Randolph, 1er comte de Moray. Il combat contre Édouard Balliol lors de la bataille de Dupplin Moor en 1332 et s'oppose à Édouard III à la bataille de Halidon Hill en 1333 et à la bataille de Boroughmuir en 1335.
Après l'exil de David II en 1334, Balliol livre Berwick, Roxburgh, Édimbourg et la ville de Dunbar à Édouard III. Ce dernier installe une garnison au château de Dunbar. Finalement, il rend le château au comte Patrick en 1338.
Dunbar continue à combattre les Anglais avec l'aide de Robert Stewart. Il enchaîne les succès, ce qui permet à David II de revenir en Écosse en 1341. Cependant, en 1346, Dunbar est battu à la bataille de Neville's Cross lors de laquelle le roi est capturé.
En août 1355, Dunbar mène une invasion de l'Angleterre avec William Douglas, 1er comte de Douglas. Il bat les Anglais à la bataille de Nesbit Moor. Il s'agit de sa dernière campagne.

### Fin de vie
Malade, il mène un pèlerinage jusqu'à la tombe de Thomas Becket à Canterbury en 1366. En juin 1368, les conseillers du Parlement de Scone se concertent sur les comtés de Dunbar et Douglas et sur la sécurité des marches de l'Est. Le 25 juillet 1368, il renonce à ses terres pour les donner à son petit-neveu George. Patrick n'est pas présent lors du couronnement du roi Robert II d'Écosse en 1371, on suppose donc qu'il est mort avant cette date, soit vers 1368/9.

## Mariage
Patrick Dunbar est moins présent dans la mémoire collective que de sa deuxième femme Agnes Randolph, Black Agnes, morte quelques mois avant lui. Elle est la seule héritière de ses frères et possède suo jure : Île de Man, la seigneurie d'Annandale qu'elle lui apporte lors de leur mariage, et les baronnies féodales de Morton et Tibbers en Nithsdale, Mordington, où elle est inhumée, Longformacus, Duns, dans le Berwickshire; Mochrum en Galloway, Cumnock en Ayrshire, et Blantyre dans le Clydesdale .